# Élections législatives de 1877 dans l'Aube
Les élections législatives de 1877 ont eu lieu le 14 octobre 1877.

## Contexte
Après la crise du 16 mai 1877, le gouvernement de Broglie procède à des mutations des préfets et sous-préfets. Jules Develle est révoqué et remplacé par Lionel Marie le 24 mai. Dans l'arrondissement de Bar-sur-Seine, le sous-préfet Victor Proudhon est révoqué mais la personne nommée n'arrive pas rapidement et le ministre de l'Intérieur doit demander au préfet de nommer un maire pour faire fonction en attendant.
Le préfet de l'Aube doit préparer les élections et permettre aux conservateurs de prendre la majorité dans le département. Il rédige un rapport sur la situation électorale en juin et indique que le territoire est « naturellement » hostile aux conservateurs, notamment en raison de la présence de Jean Casimir-Perier et de l'action passée du préfet de l'Ordre moral Gustave Servois qui a divisé les conservateurs en attisant les rivalités et n'ayant un candidat à Troyes que le 19 février 1876. Cependant, son score honorable donna espoir au préfet et au ministre. Le préfet souhaite alors représenter le même candidat, De Colmont qui a travaillé le terrain rural, mais le préfet annonce que la lutte sera difficile en raison de l'opposition des commerçant et des urbains. Il suggère une épuration de l'administration des fonctionnaires républicains. Cependant, pour préserver les équilibres locaux des conservateurs c'est finalement le monarchiste Droche qui est préféré comme candidat par le ministère, alors que De Colmont reste candidat. Le ministère des finances Eugène Caillaux, De Colmont étant chef du bureau des Finances départementales qui dépend de ce ministère, intervient pour dissuader celui-ci de rester candidat sans succès. Le préfet a besoin en septembre d'en appeler à nouveau au ministre de l'Intérieur et au Président pour faire pression sur De Colmont qui fait signer des pétitions pour le désigner candidat officiel début octobre. Cependant, à une période inconnue, il se désiste et seul Droche est candidat.
Dans l'arrondissement de Nogent-sur-Seine, le préfet doit présenter un candidat face au républicain Jean Casimir-Perier. Celui-ci a une influence considérable mais il est cassant et ennuyant ce qui pourrait le desservir. Il y a l'avantage que tous les conservateurs sont pour le battre et que le canton de Villenauve lui est hostile. Le préfet espère 3 500 voix facilement, et monter jusque 4 500 si le candidat se débrouille bien. Le préfet envisage comme candidat plusieurs notables locaux ou nationaux comme Emmanuel d'Harcourt. Le 23 septembre, le préfet indique au ministre avoir une réponse hésitante de Charles Walckenaer, figure du bonapartisme proche d'Émile Olivier, ancien secrétaire général d'Eugène Chevandier de Valdrome ancien ministre de l'Intérieur. En échange de sa candidature, Walckenaer souhaite obtenir pour son père la Légion d'honneur et pour lui revenir dans l'administration préfectorale s'il venait à échouer. Le ministre de l'Intérieur fait écrire une lettre par son administration pour convaincre Walckenaer de se présenter, ce qui est assez efficace pour que celui-ci confirme publiquement sa candidature

## Députés élus
|   | Circonscription  | Député sortant      |  | Groupe parlementaire | Député élu          |  | Groupe parlementaire |
| - | ---------------- | ------------------- |  | -------------------- | ------------------- |  | -------------------- |
| 1 | Arcis-sur-Aube   | Antoine Tézenas     |  | Gauche républicaine  | Antoine Tézenas     |  | Gauche républicaine  |
| 2 | Bar-sur-Aube     | Léon Piot           |  | Appel au peuple      | Richard de Lédignan |  | Union républicaine   |
| 3 | Bar-sur-Seine    | Louis Rouvre        |  | Centre gauche        | Louis Rouvre        |  | Centre gauche        |
| 4 | Nogent-sur-Seine | Jean Casimir-Perier |  | Gauche républicaine  | Jean Casimir-Perier |  | Gauche républicaine  |
| 5 | Troyes           | Henri Fréminet      |  | Centre gauche        | Henri Fréminet      |  | Gauche républicaine  |

## Résultats à l'échelle du département
|                | Gauche républicaine | 29 538 | 42,08  | 3 |  |  |
|                | Bonapartistes       | 16 344 | 23,28  | 0 |  |  |
|                | Constitutionnels    | 11 045 | 15,73  | 0 |  |  |
|                | Centre-gauche       | 7 379  | 10,51  | 1 |  |  |
|                | Union républicaine  | 5 506  | 7,84   | 1 |  |  |
|                | Divers              | 383    | 0,55   | 0 |  |  |
|                |                     |        |        |   |  |  |
| Inscrits       | Inscrits            | 78 109 | 100,00 | 5 |  |  |
| Votants        | Votants             | 70 620 | 90,41  |   |  |  |
| Abstentions    | Abstentions         | 7 488  | 9,59   |   |  |  |
| Blancs et nuls | Blancs et nuls      | 425    | 0,60   |   |  |  |
| Exprimés       | Exprimés            | 70 195 | 99,40  |   |  |  |

## Résultats par arrondissement

### Arrondissement d'Arcis-sur-Aube
| Candidats      | Candidats                         | Étiquette,          | Premier tour | Premier tour |
| Candidats      | Candidats                         | Étiquette,          | Voix         | %            |
| -------------- | --------------------------------- | ------------------- | ------------ | ------------ |
|                | Antoine Tézenas                   | Gauche républicaine | 5 811        | 57,49        |
|                | Auguste Godard d'Aucour de Plancy | Bonapartiste        | 4 281        | 42,36        |
|                | Divers                            | DIV                 | 15           | 0,15         |
|                |                                   |                     |              |              |
| Inscrits       | Inscrits                          | Inscrits            | 11 109       | 100,00       |
| Votants        | Votants                           | Votants             | 10 166       | 91,51        |
| Abstention     | Abstention                        | Abstention          | 943          | 8,49         |
| Blancs et nuls | Blancs et nuls                    | Blancs et nuls      | 59           | 0,58         |
| Exprimés       | Exprimés                          | Exprimés            | 10 107       | 99,42        |

### Arrondissement de Bar-sur-Aube
| Candidats      | Candidats           | Étiquette,         | Premier tour | Premier tour |
| Candidats      | Candidats           | Étiquette,         | Voix         | %            |
| -------------- | ------------------- | ------------------ | ------------ | ------------ |
|                | Richard de Lédignan | Union républicaine | 5 506        | 50,32        |
|                | Léon Piot           | Bonapartiste       | 5 433        | 49,65        |
|                | Divers              | DIV                | 4            | 0,04         |
|                |                     |                    |              |              |
| Inscrits       | Inscrits            | Inscrits           | 12 132       | 100,00       |
| Votants        | Votants             | Votants            | 10 974       | 90,45        |
| Abstention     | Abstention          | Abstention         | 1 158        | 9,55         |
| Blancs et nuls | Blancs et nuls      | Blancs et nuls     | 31           | 0,28         |
| Exprimés       | Exprimés            | Exprimés           | 10 943       | 99,72        |

### Arrondissement de Bar-sur-Seine
| Candidats      | Candidats             | Étiquette,     | Premier tour | Premier tour |
| Candidats      | Candidats             | Étiquette,     | Voix         | %            |
| -------------- | --------------------- | -------------- | ------------ | ------------ |
|                | Louis Rouvre          | Centre-gauche  | 7 379        | 52,67        |
|                | Charlemagne de Maupas | Bonapartiste   | 6 630        | 47,33        |
|                |                       |                |              |              |
| Inscrits       | Inscrits              | Inscrits       | 15 364       | 100,00       |
| Votants        | Votants               | Votants        | 14 115       | 91,87        |
| Abstention     | Abstention            | Abstention     | 1 249        | 8,13         |
| Blancs et nuls | Blancs et nuls        | Blancs et nuls | 106          | 0,75         |
| Exprimés       | Exprimés              | Exprimés       | 14 009       | 99,35        |

### Arrondissement de Nogent-sur-Seine
| Candidats      | Candidats           | Étiquette,          | Premier tour | Premier tour |
| Candidats      | Candidats           | Étiquette,          | Voix         | %            |
| -------------- | ------------------- | ------------------- | ------------ | ------------ |
|                | Jean Casimir-Perier | Gauche républicaine | 6 415        | 65,28        |
|                | Charles Walckenaer  | Constitutionnel     | 3 403        | 34,63        |
|                | Divers              | DIV                 | 9            | 0,09         |
|                |                     |                     |              |              |
| Inscrits       | Inscrits            | Inscrits            | 11 225       | 100,00       |
| Votants        | Votants             | Votants             | 9 913        | 88,31        |
| Abstention     | Abstention          | Abstention          | 1 312        | 11,69        |
| Blancs et nuls | Blancs et nuls      | Blancs et nuls      | 86           | 0,87         |
| Exprimés       | Exprimés            | Exprimés            | 9 827        | 99,13        |

### Arrondissement de Troyes
| Candidats      | Candidats      | Étiquette,          | Premier tour | Premier tour |
| Candidats      | Candidats      | Étiquette,          | Voix         | %            |
| -------------- | -------------- | ------------------- | ------------ | ------------ |
|                | Henri Fréminet | Gauche républicaine | 17 312       | 68,40        |
|                | Droche         | Constitutionnel     | 7 642        | 30,19        |
|                | Divers         | DIV                 | 355          | 1,40         |
|                |                |                     |              |              |
| Inscrits       | Inscrits       | Inscrits            | 28 279       | 100,00       |
| Votants        | Votants        | Votants             | 25 452       | 90,00        |
| Abstention     | Abstention     | Abstention          | 2 826        | 10,00        |
| Blancs et nuls | Blancs et nuls | Blancs et nuls      | 143          | 0,56         |
| Exprimés       | Exprimés       | Exprimés            | 25 309       | 99,44        |